# Irving Gill
Irving John Gill, född 1870, död 1936, var en amerikansk arkitekt, en av modernismens pionjärer i USA.
Gill hade ingen formell arkitektutbildning men arbetade på arkitektkontor i Chicago, först för Joseph Lyman Silsbee och därefter Louis Sullivan i början av 1890-talet. 1896 startade han eget arkitektkontor i San Diego. Från 1907 hade han kontor tillsammans med Frank Mead.
Hans hus var för tiden mycket avskalade och odekorerade och hade enkla geometriska former. Hans arkitektur kallades av samtiden kubistisk. Under 1920-talet fick Gills byggnader mer drag av art deco.

## Verk i urval
- Christian Science church, San Diego 1904
- Klauber House, San Diego, 1907-10
- Wilson Acton Hotel, La Jolla 1908
- La Jolla Woman's Club 1912-14
- Walter Luther Dodge House, Los Angeles 1914-16 (riven)